# Marwan Dasopang
Hāddsch Marwan Dasopang (* 12. Juni 1962 in Pangirkiran, Halongonan, Padang Lawas Utara, Sumatra Utara) ist ein indonesischer Politiker der Nationalen Erweckungspartei PKB (Partai Kebangkitan Bangsa), der seit 2014 Mitglied des Volksvertretungsrates der Republik Indonesien DPR-RI (Dewan Perwakilan Rakyat Republik Indonesia) ist.

## Leben
Marwan Dasopang besuchte nach der Grundschule von 1976 bis 1980 die Mittelschule in Tsanawiyah sowie zwischen 1980 und 1983 die Oberschule in Aliyah. Im Anschluss begann er ein Studium im Fach Islamisches Recht an der Staatlichen Islamischen Universität Nord-Sumatra IAIN (Universitas Islam Negeri Sumatera Utara) in Medan, welches er 1989 mit einem Bachelor of Religious Justice beendete. In seinem letzten Studienjahr war er zwischen 1988 und 1989 Vorsitzender der Indonesischen Islamstudenten PII (Pelajar Islam Indonesia) an der IAIN. Nach Abschluss seines Studiums war er zwischen 1990 und 1995 Sekretär von Gerakan Pemuda Ansor (GP Ansor), eine 1934 gegründete autonome Körperschaft der islamischen Organisation Nahdlatul Ulama (NU), die im Jugend- und Gemeindebereich tätig ist. Er war zugleich zwischen 1992 und 1994 Vorsitzender des Jugendbüros des Nationalen Jugendkomitees KNPI (Komite Nasional Pemuda Indonesia) in der Provinz Sumatra Utara sowie im Anschluss von 1995 bis 1999 Regionalsekretär der Nahdlatul Ulama in der Provinz Sumatra Utara. Daneben wurde er 1997 Manager des Unternehmens CV Surya Lestari.
Ende der 1990er Jahre begann Dasopang sein politisches Engagement in der Nationalen Erweckungspartei PKB und war zunächst zwischen 1999 und 2004 deren Sekretär, ehe er 2007 Vorsitzender des Regionalen Führungsrates DPW (Dewan Pimpinan Wilayah) in der Provinz Sumatra Utara wurde. Er war zwischen 2009 und 2014 Berater des Ministers für die Entwicklung benachteiligter Regionen (Menteri Pembangunan Daerah Tertinggal), Helmy Faishal Zaini, sowie zugleich Vorsitzender der Stiftung Panji Aswaja.

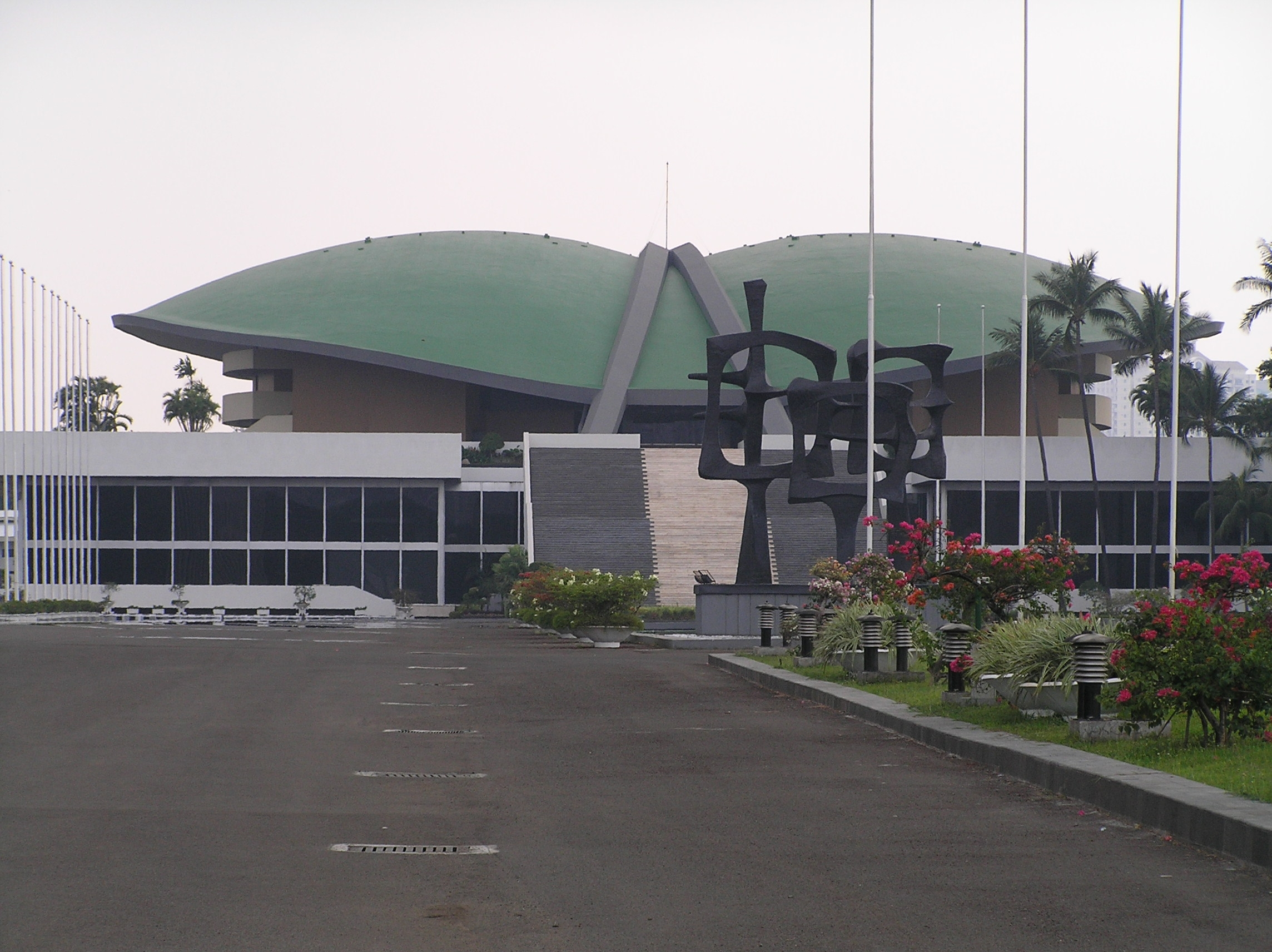
Das Gebäude des Volksvertretungsrates der Republik Indonesien, deren Mitglied er ist.

2014 wurde Marwan Dasopang im Wahlkreis Sumatea Utara II mit 59.657 Stimmen für die PKB erstmals 2014 Mitglied des Volksvertretungsrates der Republik Indonesien und bei der Wahl am 17. April 2019 wiedergewählt. Er war zwischen 2014 und 2019 Mitglied der Kommission IX, die verantwortlich für Arbeitskräfte ist. In der bis 2024 dauernden aktuellen Legislaturperiode ist er stellvertretender Vorsitzender der für Religion, Soziales, Frauenförderung und Kinderschutz zuständigen Kommission VIII. Als solcher bat die Regierung, auf dem Gipfel des Arafah-Muzdalifah-Mina im Juni 2023 Notfalltechnik einzurichten. Der Grund dafür ist, dass die Zahl der Hadsch-Pilger 2023 viel größer ist als in den Vorjahren. Darüber hinaus haben sich die Einrichtungen in Armuzna zwar verbessert, aber nicht ausreichend für die größere Zahl von Gemeinden. Daneben ist er Mitglied des Beratungsgremiums (Badan Musyawarah). Innerhalb des Vorstandes der PKBist er Verantwortlicher für Soziales und Katastrophenmanagement. Neben seiner Abgeordnetentätigkeit absolvierte er ein postgraduales Studium im Fach Verwaltungswissenschaften an der Universitas Krisnadwipayana in Jakarta, welches er 2016 mit einem Master of Administrative Sciences abschloss. Im September 2023 zeigte er sich optimistisch, dass der Kandidat Anies Baswedan mit seinem „Running Mate“ als Vizepräsident Muhaimin Iskandar die Präsidentschaftswahl 2024 gewinnen wird.